# Коробчино (Кировоградская область)
Коро́бчино (укр. Коробчине) — село в Новомиргородской городской общине Новоукраинского района Кировоградской области Украины.
До 2020 года входило в Новомиргородский район
Население по переписи 2001 года составляло 1034 человека. Почтовый индекс — 26014. Телефонный код — 5-256. Код КОАТУУ — 3523883601.